# Bătălia de la Posada
Bătălia de la Posada este numele unui conflict militar între Regatul Ungariei și Țara Românească, petrecut în toamna anului 1330. Această bătălie a marcat emanciparea Țării Românești de sub tutela coroanei maghiare.

## Izvoare istorice
Bătălia a fost menționată în mai multe cronici: cea pictată de la Viena (Chronicon pictum, cca. 1360), cea a lui Thurocz (Chronica Hungarorum, cca. 1486), analele lui Jan Długosz (Annales seu cronici incliti regni Poloniae, cca. 1455 - 1480) precum și alte lucrări ungare, poloneze și germane de acest gen, toate din secolele XV-XVI (la peste 100-200 ani după evenimentul descris), care reproduc în principiu relatarea cronicii vieneze.
De asemenea, bătălia este pomenită mai târziu și în actele ungare din secolul al XIV-lea, din care istoricii au putut desprinde și alte detalii despre conflict.
În toate aceste izvoare nu este menționat niciodată cuvântul „posadă”, ce desemna inițial un loc greu accesibil și apărat de elemente naturale sau artificiale. Transformarea lui în toponim s-a produs la începutul secolului al XV-lea, în documente maghiare legate de bătălia din 1395 între Vlad Uzurpatorul și Sigismund de Luxemburg. Astfel, două dintre acestea (datate 1408 și 1438) vorbesc despre „munții ziși ai Posadei”, deși într-o relatare a lui Sigismund (1397) se spunea doar că bătălia se purtase „pe când urcam culmile munților, zise în vorbirea obișnuită [locală] posada, prin niște strâmtori și poteci înguste, strânse între tufișuri mari”. Denumirea de „Bătălia de la Posada” a fost introdusă și încetățenită în istoriografia românească de către Nicolae Iorga, la începutul secolului XX. Istoricul considera că bătălia din 1395 și cea din 1330 s-ar fi desfășurat în aceleași locuri, anume „în cazanul de la Posada, pe drumul Câmpulungului”.

## Desfășurarea evenimentelor
În 1324 Basarab I se afla sub suzeranitatea lui Carol Robert de Anjou. Un an mai târziu, domnitorul român cucerește Severinul, ceea ce a dus la răcirea relațiilor cu Regatul Ungar. Mai mult decât atât, din 1327 Basarab refuză să mai plătească tributul de vasal. Aceste lucruri l-au determinat pe regele ungar, la sfatul lui Dionisie (mai târziu ban de Severin), să întreprindă o expediție de recucerire a teritoriului pierdut și de pedepsire a vasalului său.

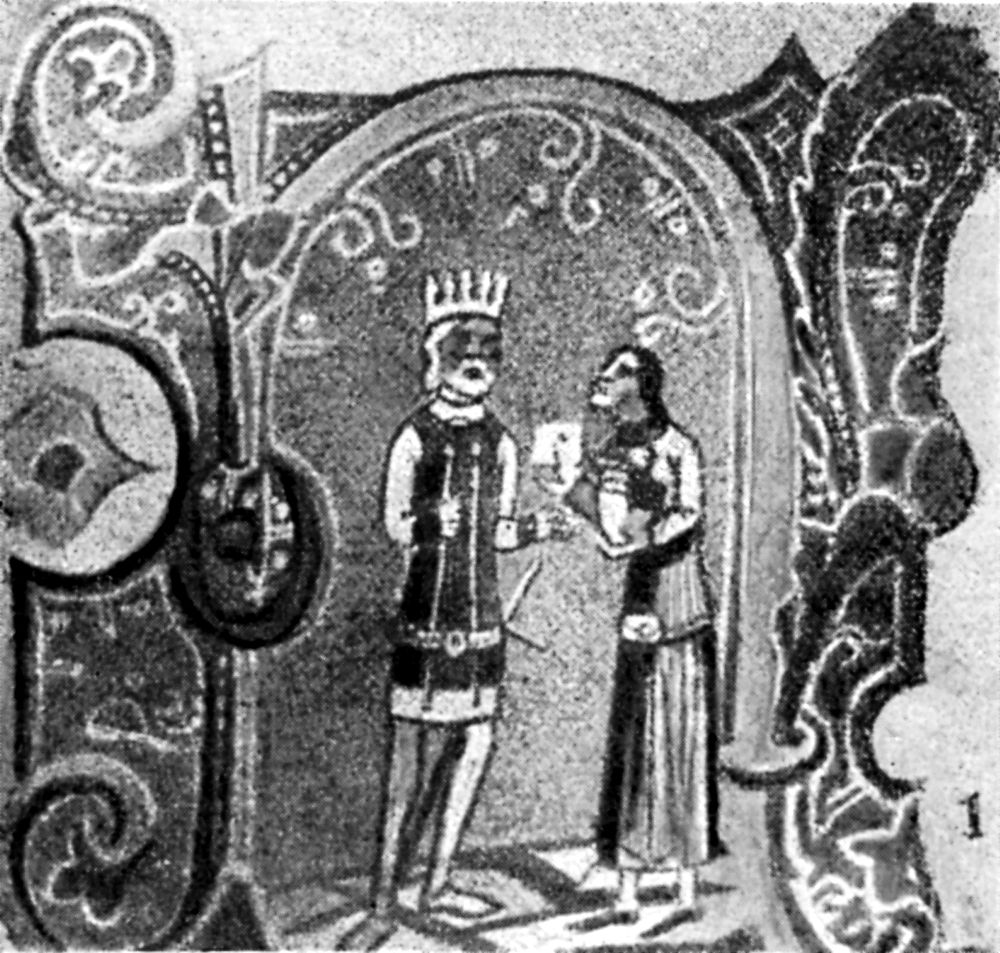
Solul muntean aduce oferta de pace regelui ungar

În luna septembrie a anului 1330, Carol Robert de Anjou, regele Ungariei, cu o puternică armată, pleacă din Timișoara să-l pedepsească pe fostul său vasal, Basarab I, cneaz al ținutului. Ocupă Banatul de Severin și înaintează prin Oltenia, pustiită în prealabil de către Basarab, spre Curtea de Argeș. Datorită acestei strategii de apărare, în rândurile armatei invadatoare se instalează foametea încă de la intrarea în Țara Românească. Pe drum, Carol Robert primește o solie din partea domnitorului român (ilustrată și într-una dintre cele trei miniaturi legate de acest subiect ale cronicii pictate de la Viena), care îi aduce o propunere de pace.
Deși Basarab I își plătea conștiincios arenda pentru vasalitatea acordată (conform contractelor cu coroana ungară asupra drepturilor si folosirea resurselor naturale,  contract păstrat in corespondenta papală), regele Ungariei s-a lăsat ațâțat de adversarii lui Basarab, voievodul Thomas din Transilvania si fiul lui Niklas Gara, de a îl îndepărta pe Basarab, sperând astfel că ei vor putea obține investitura vasalității asupra Valahiei. Astfel Basarab nedorind un război devastator a oferit generos regelui o despăgubire pentru campania sa.
Oferta de pace făcută de Basarab I este refuzată de către rege, deși i se promitea generos o despăgubire a 7.000 de mărci de argint, cedarea cetății Severinului și trimiterea unui fiu la curtea ungară ca garanție, "numai vă întoarceți în pace și vă feriți de primejdii, că de veți veni mai încoace, nu veți scăpa de dânsele".
Carol Robert răspunde cu aroganță că Basarab este păstorul tuturor oilor sale și că îl va scoate de barbă din vizuina lui. În cele din urmă, armata maghiară ajunge la Curtea de Argeș, pe care o găsesc pustie și o incendiază.
Unele relatări ungurești dar și cronica lui Jan Długosz povestesc despre un armistițiu încheiat între cele două părți beligerante, cu condiția ca românii să conducă armata invadatoare către Ungaria pe drumul cel mai scurt. Ghizii români puși la dispoziția regelui de către Basarab i-ar fi condus apoi pe unguri într-un defileu unde acesta le pregătise o capcană. A. D. Xenopol se îndoia de veridicitatea acestui pasaj, socotindu-l doar un pretext pentru a explica mai ușor înfrângerea rușinoasă a armatei regale.
Cert este că odată ajunși în acea vale îngustă și prăpăstioasă, ungurii sunt atacați și zdrobiți. Au existat două atacuri, conform documentelor. Primul, dat în susul văii, a oprit înaintarea intrușilor, iar al doilea a însemnat distrugerea lor.
„Basarab a venit pe o cale cu toată oastea sa, și calea sucită și de amândouă părțile cu râpe foarte înalte, era închisă împrejur, și unde calea zisă era mai largă, acolo valahii în mai multe locuri o întăriseră cu șanțuri săpate împrejur. Iar regele și toți ai săi la așa ceva întru adevăr nu s-au gândit. Mulțimea nenumărată a valahilor, sus pe râpi alergând din toate părțile, arunca săgeți asupra oastei ungurești care era în fundul căii de drum, care însă nu ar fi trebuit numit drum, ci mai curând un fel de corabie strâmtă, unde, din pricina înghesuielii, cei mai sprinteni cai și ostași cădeau în luptă, pentru că din pricina urcușului prăpăstios din cale nu se puteau sui contra valahilor, pe nici una din râpele de pe amândouă laturile drumului; nici nu puteau merge înainte, nici nu aveau loc de fugă, fiind șanțurile săpate acolo, ci ostașii regelui erau cu totul prinși, ca niște pești în vârșă sau în mreajă.”—Cronica pictată de la Viena

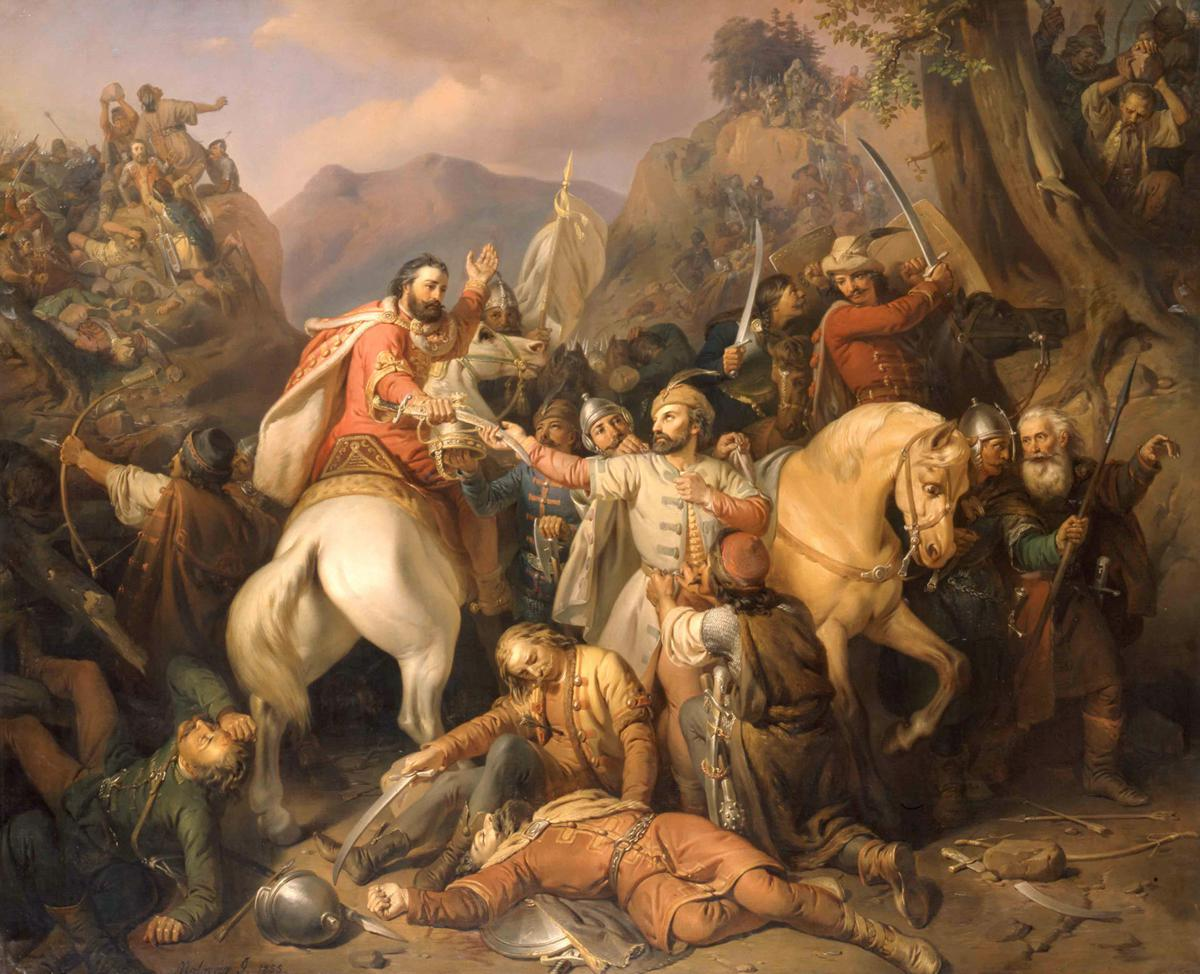
Fuga lui Carol Robert, tablou de Molnár József (1855)

După lupta de 3 zile, 9 - 12 noiembrie 1330, Carol Robert de Anjou a scăpat cu greu, schimbând hainele sale cu ale unui oștean pentru a nu fi recunoscut. Se reîntoarce către patrie tot prin Timișoara.
Printre victime, alături de numeroși nobili, s-au numărat și Toma, voievodul Ardealului, Andrei de Alba, purtătorul sigiliului regal, precum și preotul personal al regelui. O parte a supraviețuitorilor au fost luați în robie, însuși regele recunoscând, doi ani mai târziu, că în urma bătăliei „s-au tras nu puține robii, cazne și primejdii pentru neamul unguresc”.
„Au căzut tineri și bătrâni, principi și nobili, fără nici o deosebire. Căci această tristă întâmplare a ținut mult, de la ziua a șasea a săptămânii, până la ziua a doua a săptămânii viitoare, în cari zile ostașii aleși așa se izbeau unii pe alții precum în leagăn se leagănă și se scutură pruncii, sau ca niște trestii clătinate de vânt. S-a făcut aici mai cumplită ucidere, căci a căzut mulțimea de ostași, principi și nobili, și numărul lor nu se poate socoti.”—Cronica pictată de la Viena
Un document maghiar din 1351 menționează că în ajutorul românilor au venit și cete de tătari („păgânii vecini”). Unii istorici consideră această mărturie ca fiind falsă, menită a spori numărul și puterea armatei lui Basarab și astfel să poată fi explicată mai ușor înfrângerea ungurilor. Tot în sprijinul lui Basarab se pare că au venit și sibienii: Chronica antiqua, cea mai veche cronică săsească, menționează faptul că în timpul bătăliei sibienii s-au răsculat împotriva lui Carol Robert, intrând în colaborare cu Basarab I.

## Consecințe
„Românii... puseră mâna pe o mare câtime de pradă, arme, vestminte scumpe, bani de aur și de argint și multe vase de preț”—Cronica lui Johann de Thurocz
Prin această victorie, Basarab I a reușit să consolideze independența ținutului, să o întărească din punct de vedere statal, pentru ca mai apoi să-i lărgească hotarele.
Dar ce a rămas în istorie este faptul că această victorie răsunătoare a însemnat practic nașterea unui nou stat feudal independent, Basarab I asumând titlul de Mare Voievod.
Relațiile cu Regatul Ungariei s-au îmbunătățit abia după moartea lui Carol Robert (1342) și suirea pe tron a fiului său Ludovic I, în special după 1345. În 1354 Nicolae Alexandru a recunoscut suzeranitatea regelui maghiar.

## Localizarea în teren a bătăliei

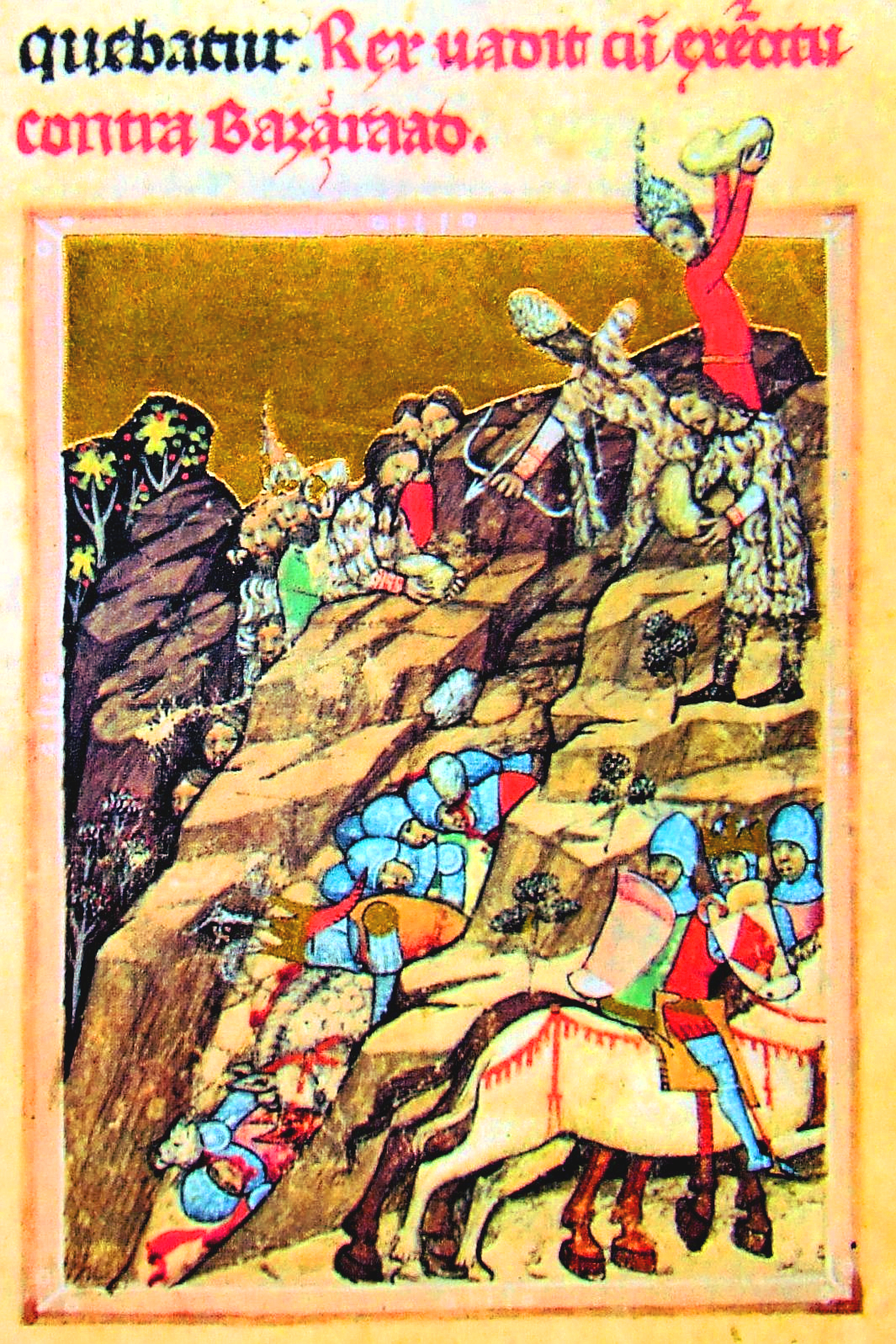
Lupta de la Posada în Cronica Pictată de la Viena

Localizarea bătăliei nu a fost stabilită până astăzi cu certitudine, istoricii optând pentru locuri precum: Valea Oltului, în Țara Loviștei la Titești, în zona Mehadiei (în Banatul de Severin), pe culoarul Rucăr-Bran sau Valea Prahovei. O pondere mare în alegerea locației a constituit-o drumul întoarcerii, socotit prin deducție logică ca fiind ori cel mai sigur (respectiv cel de la Turnu Severin), ori cel mai scurt (trecătorile Carpaților către Sibiu sau Brașov). Nici în ipoteza existenței armistițiului nu se poate concluziona cu siguranță că într-adevăr românii i-au dus pe inamici pe drumul cel mai scurt către Ungaria.
Izvoarele istorice oferă puține informații geografice cu privire la acest subiect. Cronica pictată de la Viena menționează doar „o cale oarecare” (quondam via), între „locuri strâmte” (passus strictissimos), stâncoase și neîmpădurite, iar cele două miniaturi ale bătăliei reproduc, în opinia lui Constantin Rezachevici, doar niște modele bologneze, fără legătură cu realitatea geografică românească. În neconcordanță cu această relatare, documentele emise de curtea maghiară, precum și cronica teutonă a lui Petru de Duisburg, vorbesc despre o regiune păduroasă.

### În zona Mehadiei
Primul care a enunțat această ipoteză, fără a-i aduce însă argumente, a fost P. Dragalina, în 1899. Acesta considera că lupta s-a dat „în cheile Crainei, în strâmtorile dintre Orșova și Meedia [Mehadia]”.
Constantin Rezachevici menționează că „drumul sării”, pe care a intrat armata ungară, era legătura obișnuită dintre Ungaria și Țara Românească, și prin urmare Carol Robert ar fi fost îndreptățit să aleagă la întoarcere o cale pe care o știa cel mai bine, în detrimentul alteia necunoscute. În continuare oferă și câteva mărturii din documentele emise de cancelaria regelui Carol Robert de Anjou:
Pe 7 aprilie 1331 un document ungar menționează că bătălia s-a dat dincolo de „muntele românilor” (trans alpem Olachorum), regele însuși amintind la 2 și 22 noiembrie 1332 că lupta avusese loc „la ieșirea noastră de acolo” (așadar chiar la hotarul dintre Ungaria și Țara Românească).
Pe 26 noiembrie 1332 Carol Robert oferea o danie comitelui Pavel și fratelui său comitele Laurențiu — ambii participanți la bătălie — în care menționa că lupta s-a purtat „când am ajuns în niște ținuturi de margine ale regatului nostru, ce erau ținute pe nedrept în Țara Românească de către Basarab schismaticul, fiul lui Thocomerius, spre marea noastră nesocotire și a sfintei coroane”. Singurul teritoriu de graniță al coroanei maghiare aflat la acel moment sub stăpânirea lui Basarab era Banatul de Severin, pentru care domnitorul român depusese jurământ de vasalitate la 1324. Plecând de la această concluzie, istoricul a identificat muntele românilor ca fiind Vlașcu Mic (1.739 m), iar zona bătăliei undeva între Orșova și nordul Mehadiei.

### În zona Țara Loviștei - Valea Oltului
Cel dintâi care a optat pentru această zonă a fost Aurelian Sacerdoțeanu, în 1934, urmat de către Ion Conea, un an mai târziu. Ambii s-au bazat pe trei premise:
1. armata ungară se retrăgea pe ascuns, ca fugari
2. prin urmare au ales drumul cel mai scurt către hotar
3. acest drum nu poate fi decât cel spre Transilvania, prin Țara Loviștei și mai apoi pe Valea Oltului.

Deoarece primul punct este fals, conform izvoarelor (Carol dorea să poarte bătălia mereu amânată de Basarab), celelalte cad de la sine. Un alt motiv pentru retragerea pe cel mai scurt drum a fost considerat cel al înfometării armatei (lucru menționat chiar în Cronica pictată). Constantin Rezachevici se îndoiește însă de acest lucru, deoarece oastea maghiară avea obiceiul să poarte provizii în campaniile sale și consideră motivul drept pretext pentru a ascunde adevăratele cauze ale înfrângerii.
Constantin Rezachevici menționează în plus relațiile extrem de încordate între Carol Robert și sibieni. În 1324 avusese loc un conflict sângeros între cele două părți, din cauza nesupunerii sibienilor. Până la moartea regelui maghiar relațiile dintre cele două părți au rămas la fel de reci. Mai mult decât atât, cea mai veche cronică săsească (Chronica antiqua) menționează faptul că în timpul bătăliei din 1330 sibienii s-au răsculat împotriva lui Carol Robert, în colaborare cu Basarab I. Aceste condiții socio-politice fac aproape imposibilă ipoteza retragerii către Sibiu.
Într-o diplomă din 11 noiembrie 1336 dată de rege vicecancelarului transilvănean Thatamer și fratelui său Bako, pentru meritele lor în campania din 1330, este relatată primejdia de la acea dată a drumului de pe Valea Oltului:
„Când noi împreună cu întreaga putere a armatei noastre am cercetat Țara Românească, acesta [Bako], din porunca măritului bărbat Toma, voievodul Transilvaniei, stăpânul său, s-a grăbit în urma noastră și a stăpânului său cu puțini oameni, în niște solii și treburi tainice, apărându-se de dușmani și de primejdia morții prin iscusința sa isteață și mântuindu-se printr-un noroc și o întâmplare vrednică de mirare, ne-a ajuns chiar sub cetatea Argeș, unde ne-am minunat, împreună cu toată oastea, de venirea sa neașteptată.”
În perspectivă, distanța dintre Argeș și Timișoara (de unde a plecat armata și unde s-a întors regele) este aproximativ aceeași, indiferent de ruta aleasă, pe la Turnu Severin sau prin Sibiu.

### În pasul Rucăr-Bran
Adeptul acestei locații a fost Nicolae Iorga. El considera că bătălia a fost purtată „în cazanul de la Posada, pe drumul Câmpulungului”.

### Pe Valea Prahovei

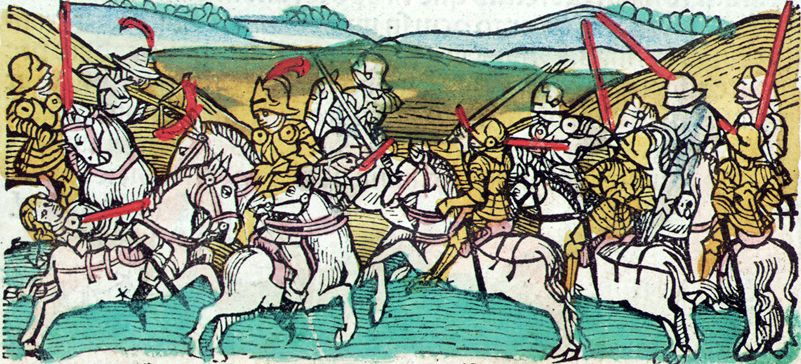
Bătălia de la Posada în cronica lui Johann de Thurocz

Plasarea bătăliei pe Valea Prahovei este motivată în principal de trei argumente, în opinia cercetătorului Florian-Nicu Smărăndescu.
În primul rând, consideră că presupusa participare a tătarilor la acest conflict ar fi trebuit să se petreacă astfel încât lui Basarab să-i fie cât mai ușor să îi scoată din țara sa, o dată cu încetarea ostilităților.
În al doilea rând, menționează relatarea călătorului Maciej Stryjkowski (1547 - 1582), venit de la Constantinopol spre a merge în Polonia natală. Acesta a ales ruta Silistra - Călărași - Valea Prahovei - Țara Bârsei - Pasul Oituz - Moldova. Mergând pe acest drum, a observat monumentul presupus a fi ridicat de Basarab I în cinstea victoriei sale: „Când Carolus, regele Ungariei a pornit fără pricină război împotriva lui Basarab, domnul Munteniei, el a fost biruit prin șiretenie, de munteni și moldoveni, așa încât cu o mică suită abia a scăpat regele de măcel, în Ungaria. Pe acel loc, unde a fost bătălia, muntenii au clădit o mănăstire și au ridicat trei stâlpi de piatră, pe care eu însumi i-am văzut în anul 1575, venind din Turcia, dincolo de orașul Gherghița, la două zile de drum de Sibiu, oraș în Transilvania, dincolo de munți”. Cercetătorul consideră că este vorba despre schitul numit în popor „Trei Lespezi”, aflat în Posada Prahovei și refăcut de către Cantacuzini în 1661. De asemenea, locația corespunde și distanței de două zile călare față de Sibiu.
Nu în ultimul rând, într-o diplomă din 13 decembrie 1335, către Nicolae Radoslav, regele menționează cum, „cu ajutorul lui Dumnezeu, se potoli ardoarea dușmanilor și se putu sparge latura dreaptă a zidului de dușmani și luând-o la picior prin spărtura făcută din bătălia venită fără veste... aflarăm prilejul mântuirii și o luarăm spre casă”. Această direcție a deplasării regelui după scăpare a fost interpretată de către cercetător în sensul alegerii Văii Prahovei ca rută de ieșire din Muntenia.
În final, Florian-Nicu Smărăndescu lansează și o ipoteză a interpretării figurilor de stil din relatarea Cronicii pictate. Astfel, este relatată prinderea oștenilor „ca peștii în vârșă”, într-un defileu „ca o corabie strâmtă”, unde se izbeau unii de alții „cum se clatină trestiile în vânt”. Asemenea descriere — consideră cercetătorul — ar corespunde unei văi cu un fir de apă, anume Râul Prahova, unde pe alocuri crește trestia.